# Mario Nasalli Rocca di Corneliano
Mario Nasalli Rocca di Corneliano, né le 12 août 1903 à Plaisance en Italie et mort à Rome le 9 novembre 1988, est un cardinal italien. Il effectue sa carrière ecclésiastique essentiellement à la Curie romaine, notamment comme maître des cérémonies pontificales et préfet de la Maison pontificale. 

## Biographie

### Jeunesse
Mario Nasalli Rocca di Corneliano nait à Plaisance, en Émilie-Romagne. Il est le fils du comte Camillo Nasalli Rocca et de la marquise Katie Taffini d'Accegliano. Son père meurt quand il est encore un enfant, et il est le neveu du cardinal Giovanni Battista Nasalli Rocca di Corneliano, qui est par la suite archevêque de Bologne. Mario Nasalli Rocca étudie à l'université pontificale du Latran, à l'Athénée pontifical romain Saint-Apollinaire, et à l'Académie pontificale ecclésiastique, avant d'être ordonné prêtre le 8 avril 1927. 

### Prêtre
Il commence ensuite son travail pastoral à Rome, et devient chanoine de la basilique Saint-Pierre. Après avoir été élevé au rang de chambellan privé du pape le 22 novembre 1931, il devient par la suite prélat domestique de Sa Sainteté le 1er juillet 1949. Jean XXIII le nomme capitaine de la Chambre pontificale le lendemain de son élection, le 29 octobre 1958. À la mort de Jean XXIII, le 3 juin 1963, Nasalli Rocca et tous les principaux fonctionnaires du Vatican, conformément à la coutume, perdent automatiquement leurs fonctions pendant la vacance du siège. Il est ensuite confirmé comme majordome par Paul VI le 21 juin suivant. Il devient également préfet du Palais apostolique, le 1er avril 1967. 

### Évêque
Le 11 avril 1969, il est nommé archevêque titulaire (ou in partibus) d'Antium (de) par Paul VI. Il est consacré le 20 avril suivant, des mains du cardinal Paolo Marella, assisté de l'archevêque Diego Venini et de l'évêque Alberto Scola comme coconsécrateurs, dans la basilique Saint-Pierre.

### Cardinal
Paul VI le crée ensuite cardinal avec le titre de cardinal-diacre de San Giovanni Battista Decollato lors du consistoire du 28 avril de la même année. Il est l'un des cardinaux électeurs qui participent aux conclaves d'août et d'octobre 1978, qui élisent respectivement Jean-Paul Ier et Jean-Paul II.
Au cours du premier consistoire ordinaire secret pour la création de nouveaux cardinaux du pape Jean-Paul II du 30 juin 1979, il est élevé à l'ordre des cardinaux-prêtres, sa diaconie étant élevée pro hac vice comme paroisse. Il perdit ensuite le droit de vote aux conclaves après avoir atteint l'âge de 80 ans le 12 août 1983. 
Il meurt dans une clinique romaine, où il avait été admis une semaine plus tôt, à l'âge de 85 ans. Conformément à ses vœux, il est enterré à Plaisance, sa ville natale.